# A Golden Rainbow
A Golden Rainbow è un cortometraggio muto del 1915 diretto da Thomas Ricketts. Prodotto dall'American Film Manufacturing Company, il film aveva come interpreti Harry von Meter, Vivian Rich, Jack Richardson, Perry Banks, Louise Lester.

## Trama
Eric Hughes e Harry Rice, due dipendenti di John Milton, il proprietario di un'azienda per prodotti minerari, sono entrambi innamorati della stessa ragazza, Mollie, la figlia del loro capo. I caratteri dei due non potrebbero essere più diversi: mentre Eric ama il suo hobby di naturalista dilettante che lo porta a passare il tempo all'aria aperta, Harry ama divertirsi e frequentare il saloon e le case da gioco. Mollie Milton, tra i due, sceglie Eric, suscitando l'intenso odio di Harry che adesso pensa solo a vendicarsi.

Milton affida ad Eric, che lo chiude nella sua cassaforte, un carico di polvere d'oro. Harry progetta di rubare l'oro, addossando la colpa sul suo rivale. Ruba la chiave della cassaforte e poi l'oro, lasciando come prova del misfatto la chiave di Eric sul pavimento. Poi nasconde la refurtiva all'aperto, tra le pietre ai piedi di una grande cascata.

Il giorno seguente, giorno di vacanza, Eric si dedica al suo passatempo preferito, a caccia di farfalle. Lì, vicino alla cascate, Mollie racconta al fratellino Bobby una fiaba che ha come protagonista un principe che, seguendo una magica farfalla, trova sotto l'arcobaleno una borsa piena d'oro. Eric si imbatte nei due e mostra loro una rara farfalla che è riuscito a catturare. Mollie, pietosa, convince l'uomo a liberarla mentre Bobby, tutto preso dalla fiaba, giunge alla cascata dove, sotto una pietra, trova l'oro nascosto.

Nel frattempo, Milton ha scoperto il furto e insieme allo sceriffo, si mette a caccia di Eric, di cui hanno trovato la chiave per terra. Quando lo trovano, il giovane viene arrestato nonostante le proteste di Mollie. Intanto Bobby cerca di raccontare del suo emozionante ritrovamento, ma nessuno gli dà bado. Finalmente il bambino riesce a farsi seguire dal padre e da Mollie fino alla cascata dove, con loro sorpresa, sorprendono Harry che sta portandosi via la borsa dell'oro. Tutto ormai è chiaro: Eric viene rilasciato e il vero ladro prenderà il suo posto in prigione.

## Produzione
Il film fu prodotto dalla American Film Manufacturing Company.

## Distribuzione
Distribuito dalla Mutual, il film - un cortometraggio di una bobina - uscì nelle sale cinematografiche degli Stati Uniti il 2 giugno 1915.